# Morschyn
Morschyn (ukrainisch Моршин; russisch Моршин Morschin, polnisch Morszyn) ist eine Kleinstadt und ein Kurort in der Oblast Lwiw in der Ukraine. Sie liegt im Karpatenvorland im Tal des Flusses Bereschnyzja (Бережниця), umgeben von Wäldern und ist gut bekannt als einer der besten balneologischen Kurorte der Ukraine. Die etwa 6000 Einwohner zählende Stadt stand bis 2020 direkt unter Oblastverwaltung und wurde dann ein Teil des Rajon Stryj.

## Geographie
Der Kurort Morschyn liegt auf einem Abhang des Karpatenkammes in einer Höhe von 340 Metern über dem Meeresspiegel. Die Entfernung nach Lemberg beträgt 80 Kilometer, nach Iwano-Frankiwsk (polnisch Stanisławów) sind es etwa 100 Kilometer. Das Klima zeichnet sich durch feuchte Sommer aus, der Herbst ist lang und mild. Die mittlere Temperatur der Sommermonate beträgt 18 Grad Celsius, der Januar ist der kälteste Monat mit einer Durchschnittstemperatur von −4 Grad Celsius. Die mittlere Niederschlagsmenge liegt bei 759 mm. Die meisten Niederschläge fallen im späten Frühjahr und im Sommer.

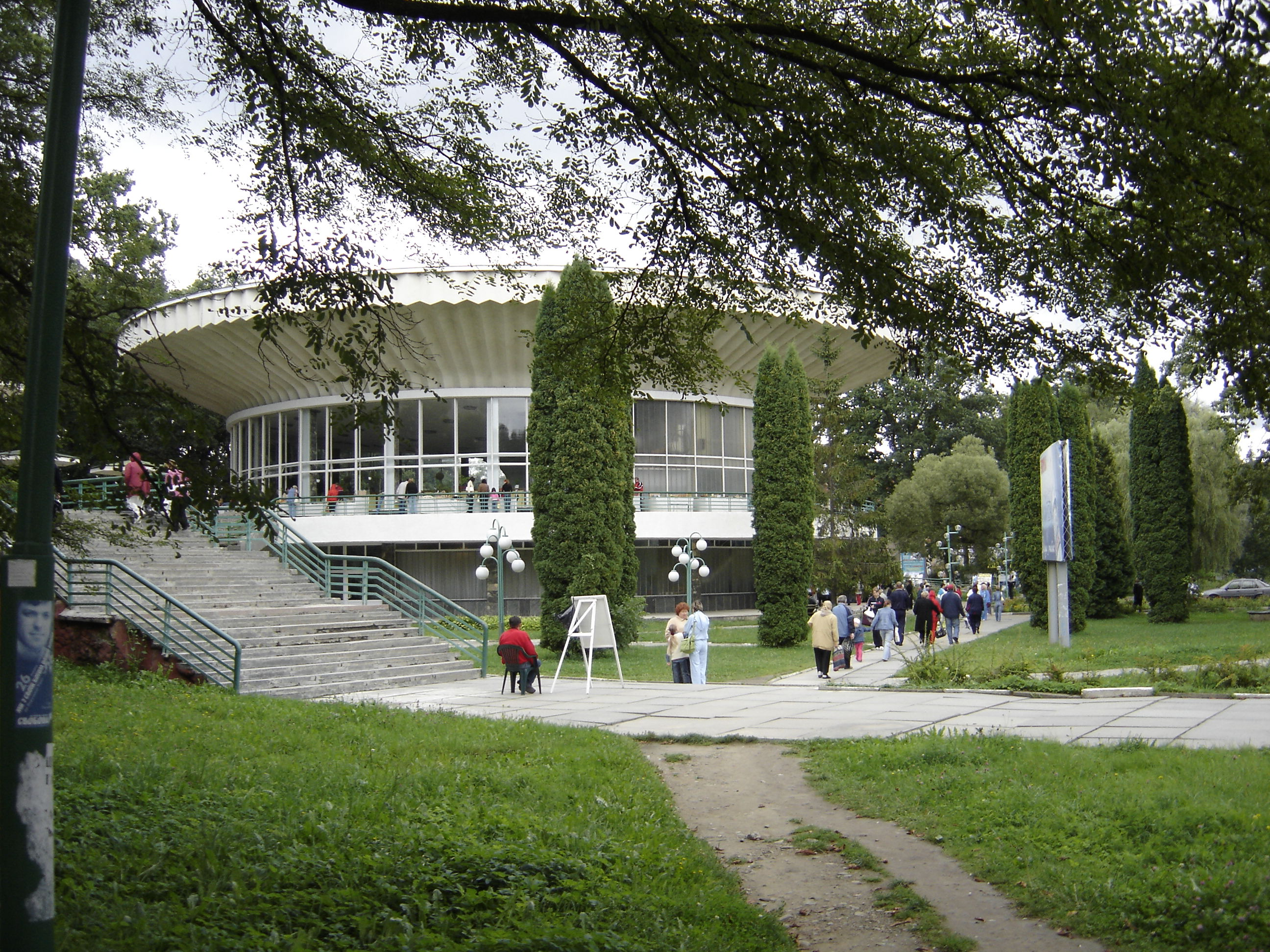
Kurhaus von Morschyn

## Geschichte
Die erste schriftliche Erwähnung Morschyns stammt vom 2. Januar 1482 aus einer gerichtlichen Aufzeichnung, in der daran erinnert wird, dass der Flecken Morschyn dem polnischen Adligen Juchno Nagwazdan und damit zum Polnischen Königreich gehört. In jener Zeit war es ein kleines Dorf, das zwölf Höfe zählte.

Seinerzeit nutzten die Bauern die Morschyner Quellen zum Auskochen des Salzes. Später übernahmen die damaligen Besitzer Morschyns, Branecki, dieses Gewerbe, weil sie durch die königliche Kanzlei die Erlaubnis zur Öffnung der Salzgruben erhalten hatten. Es wurden fünf Brunnen zur Gewinnung der Sole gegraben, aus der das Salz durch Auskochen gewonnen wurde. Doch das Gewerbe rentierte sich nicht, denn das Morschyner Salz war bitter und untauglich für den Gebrauch.
Einen Aufschwung erlebte der Ort im Jahre 1875 durch die Eröffnung der Eisenbahnstrecke von Stryj nach Stanislau (siehe Bahnstrecke Stryj–Iwano-Frankiwsk). Der damalige Gastwirt und Kaufmann Bonifacius Stiller – nach Herkunft ein Deutscher – zog die Aufmerksamkeit der Leute auf die malerische Landschaft und die gute Verbindung mit der Eisenbahn. In den Zeitungen von 1877 kann man davon lesen, dass in Morschyn ein heilklimatischer Luftkurort für Tuberkulosekranke eröffnet wird.

Stiller lud die Ärzte V. Piasecky und S. Dzikovsky ein und gründete in Morschyn die Organisation für Luft- und Wasserkur, wie es in westlichen Kurbädern modisch war. Im Mai 1878 berichtete S. Dzikovsky über die Möglichkeit der Organisation des Kurortes Morschyn in der Sitzung der „balneologischen Kommission“ in Krakau. Der Arzt Liutostansky, der die Inspektion in Morschyn geleitet hatte, berichtete über das Vorhandensein von drei Wohnräumen für die Angereisten, zwölf Wannen und von der hölzernen Wasserleitung. Er erwähnte auch drei Quellen mit bitter-salzigem Wasser. Im Jahre 1878 wurde die erste offizielle Kurzeit mit „Einrichtungen für die Behandlung von Brusterkrankungen“ eröffnet. Von dieser Zeit an wurden die Mineralwässer der Quellen Morschyns Gegenstand des Studiums. Die erste chemische Analyse der Quelle Nr. 1 wurde durch den Professor der Lemberger Universität V. Radziszewski im Jahre 1881 veröffentlicht. Im Jahre 1879 wurden zwei weitere Brunnen gegraben, die die Namen des Besitzers des Kurortes Stiller und seiner Frau erhielten, „Bonifacius“ (Quelle Nr. 1) und „Magdalena“ (Quelle Nr. 2). Die Quelle Nr. 3 wurde nach der Tochter „Ludmila“, und die Quelle Nr. 5 nach dem Sohn „Adam“ benannt. Diese beiden Quellen liefern reines Wasser. Die Quelle Nr. 4 erhielt den Namen „Mutter Gottes“. Auch ihr Wasser ist reines Wasser. Gleichzeitig wurde in der Umgebung der Heilschlamm („Borowina“) gefunden.
Die Kursaison 1880 wurde unter der neuen Bezeichnung „Behandlung mit Mineralwasser und Schlamm“ eröffnet. Das Wasser der mineralischen Quellen wurde nun für Mineralbäder, der Schlamm für Schlammbäder und Schlammpackungen genutzt.
In den Jahren 1880 und 1881 wurden erste Versuche des inneren Gebrauchs der mineralischen Quellwässer gemacht, die sich offensichtlich erfolgreich erwiesen haben, weil das Wasser von 1883 an in Flaschen verkauft wird.
Das Kurbad wurde bekannt. Es war nicht nur in Österreich-Ungarn ein Begriff geworden, sondern auch über die Grenzen hinaus. In Werbeprospekten, die vor dem Ersten Weltkrieg herausgegeben worden waren, zählte man Morschyn zu den populärsten Kurorten; man nannte es „Galizisches Spa“ und „Galizisches Karlsbad“. Über die Heileigenschaften des Morschyner Mineralwassers schrieben in jenen Jahren viele Forscher, die es mit Wässern in deutschen, ungarischen und böhmischen Bädern verglichen. Es wurde nunmehr in die USA, nach England, Italien, Rumänien und andere Länder exportiert. Von Warschau nach Morschyn verkehrten direkte Eisenbahnwagen mit der Aufschrift „Warszawa – Morszyn – Der Kurort“. Die Zugfahrt von Lemberg nach Morschyn dauerte zwei Stunden.
Seit dem Jahre 1918 gehörte Morschyn zu Polen. 1930 wurden im Kurort die Moorbadeanstalt, das Inhalatorium und die Trinkhalle – der „Pilz“, der zum Wahrzeichen der Stadt wurde, fertiggestellt. 1935 begann die „Gesellschaft der galizischen Ärzte“ den Bau des Kurhauses nach Entwürfen des Architekten Nikodimovich. Heute ist es das Kurhaus „Marmorpalast“ (ukrainisch Мармуровий палац).
Nach der Okkupation durch die Sowjets Ende 1944 wurden alle neun Sanatorien und privaten Pensionen enteignet und verstaatlicht. 1948 erhielt der Ort den Status einer Siedlung städtischen Typs, 1957 hatte man eine Kurpoliklinik fertiggestellt, in der ambulante Kuranwendungen verabreicht werden. 1960 wurden die Kureinrichtungen an die Gewerkschaften übergeben. In den Jahren 1965 bis 1975 wurden ein Kino, ein Theater und eine moderne Trinkhalle gebaut, die der Anzahl der Kurgäste gerecht wurde. Oftmals waren 6.000 Kurgäste in Morschyn. Das letzte große Sanatorium „Lavendel“ (Лаванда) wurde Ende der 1980er Jahre fertiggestellt.
Die Popularität des Kurortes wuchs stetig. Im Jahre 1964 besuchten Morschyn 42.221 Menschen, 1973 waren es 59.288, und 1977 wurden 67.137 Personen behandelt. Innerhalb der Sowjetunion errang Morschyn Allunionsbedeutung.
Nach dem Erreichen der Unabhängigkeit der Ukraine waren Bestrebungen im Gange, die Sanatorien zu privatisieren. Viele Häuser sind vollständig oder teilweise renoviert.
Am 19. November 1996 wurde dem Ort das Stadtrecht zuerkannt, seit dem 22. November 2002 ist die Stadt direkt der Oblastverwaltung der Oblast Lwiw unterstellt.

## Heilanzeigen
Der größte Reichtum Morschyns sind die vielfältig zusammengesetzten Mineralwässer. Behandelt werden chronische Erkrankungen des Magens, des Magen-Darm-Kanals und der Bauchspeicheldrüse mit dem Wasser den Quellen Nr. 1 (sulfat-, chlorid-, natriumhaltig – Gesamtmineralisation 165 g/l) und Nr. 6 (natrium-, magnesium-, kalium-, sulfid-, chloridhaltig – Gesamtmineralisation 185 bis 238 g/l). Zur Behandlung der Nieren, der Harnwege und bei Stoffwechselstörungen wird vorzugsweise das Wasser der Quelle Nr. 4 (Gesamtmineralisation 0,17 g/l) verwendet, das leicht radioaktiv und schwach mineralisiert mit Natrium, Magnesium, Kalium und Eisen ist.
Für den Bewegungsapparat werden Schlamm- und Paraffinpackungen verabreicht sowie Bäder verordnet.

## Verwaltungsgliederung
Am 12. Juni 2020 wurde die Stadt zum Zentrum der neu gegründeten Stadtgemeinde Morschyn (Моршинська міська громада/Morschynska miska hromada) im Rajon Stryj. Zu dieser zählen die 13 in der untenstehenden Tabelle aufgelistetenen Dörfer; bis dahin war sie Teil der Stadtratsgemeinde Morschyn direkt unter Oblastverwaltung der Oblast Lwiw.
Folgende Orte sind neben dem Hauptort Morschyn Teil der Gemeinde:
| Name                     | Name              | Name                                    | Name             |
| ukrainisch transkribiert | ukrainisch        | russisch                                | polnisch         |
| ------------------------ | ----------------- | --------------------------------------- | ---------------- |
| Banja Lyssowyzka         | Баня Лисовицька   | Баня Лысовицкая (Banja Lyssowizkaja)    | Bania            |
| Dolischnje               | Долішнє           | Долишнее (Dolischneje)                  | Niniów Dolny     |
| Dowhe                    | Довге             | Долгое (Dolgoje)                        | Dołhe            |
| Falysch                  | Фалиш             | Фалиш (Falisch)                         | Falisz           |
| Horischnje               | Горішнє           | Горишнее (Gorischneje)                  | Niniów Górny     |
| Lyssowytschi             | Лисовичі          | Лысовичи (Lyssowitschi)                 | Lisowice         |
| Nyschnja Lukawyzja       | Нижня Лукавиця    | Нижняя Лукавица (Nischnjaja Lukawiza)   | Łukawica Niżna   |
| Pyla                     | Пила              | Пила (Pila)                             | Piła             |
| Saderewatsch             | Задеревач         | Задеревач                               | Zaderewacz       |
| Stankiw                  | Станків           | Станков (Stankow)                       | Stańków          |
| Werchnja Lukawyzja       | Верхня Лукавиця   | Верхняя Лукавица (Werchnjaja Lukawiza)  | Łukawica Wyżna   |
| Wolja-Saderewazka        | Воля-Задеревацька | Воля-Задеревацкая (Wolja-Saderewazkaja) | Wola Zaderewacka |